# Mirai Shōnen Conan

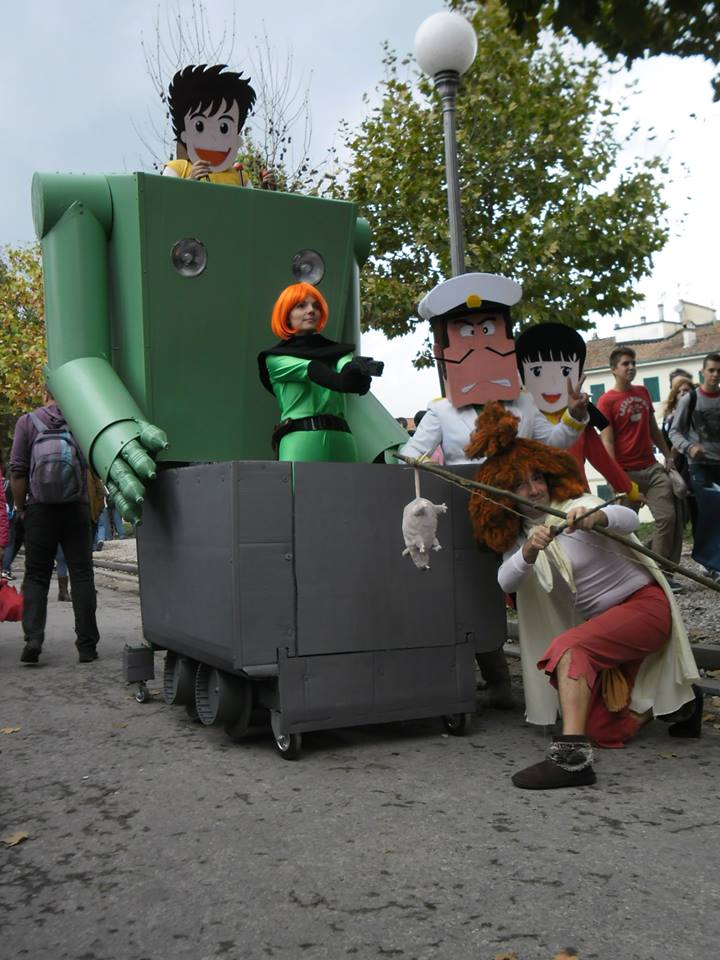
Cosplay de "Conan - O Rapaz do Futuro" na Lucca Comics 2013

Conan - O Rapaz do Futuro, também conhecido em Inglês por "Future Boy Conan" ou em Japonês por "Mirai Shōnen Konan", é uma série anime de 26 episódios  de Hayao Miyazaki, estreada em todo o Japão em Abril de 1978 no canal público NHK. A série foi depois dublada em muitas línguas de todo mundo, destacando-se o Francês, Espanhol, Italiano, Árabe e Português.
No Brasil, Está sendo transmitido pela TV Cultura, através do programa Antimatéria. 
Em Portugal passou pela primeira vez na sua versão original (Japonês legendado) em 1983, na RTP aos Sábados de manhã, atingindo um status de "culto" para toda uma geração. Foi novamente transmitida pela SIC, no inicio dos anos 2000, em versão dobrada em Português.

## História
A história baseia-se na obra The Incredible Tide de Alexander Key. Tudo começa Julho de 2008 (lembrar que 2008 era um futuro relativamente distante em 1978). A Humanidade enfrentava a ameaça da extinção. As armas ultra-magnéticas, muito mais devastadoras que as armas nucleares, tinham destruído metade do planeta. A crosta da Terra tinha sofrido enormes movimentos, e o próprio eixo tinha sido desviado. Os cinco continentes tinham-se afundado no mar.
As tentativas de fuga para o espaço falharam. As suas naves foram forçadas a regressar à Terra, acabando com todas as esperanças. Mas uma nave caiu numa pequena ilha que miraculosamente escapou ilesa. A tripulação instalou-se aí.
Passados alguns anos, nasce um menino chamado Conan.
A série retrata as aventuras mais especificamente de Conan, Lana, Jimsy, Dice, Monsley e Lepka. São estes os 6 protagonistas desta história hilariante com ação, comédia, suspense e algum terror! Entre os sobreviventes encontram-se os que tinham começado a guerra e que continuam a lutar para tomar o poder de todo o planeta. Conan e os seus amigos lutam contra eles de muitas formas, até através do poder telepático com os animais.
A série expõe com muita evidência valores de amizade, lealdade, respeito pela Natureza e pela Vida.

## Personagens
Conan
O protagonista da série, Conan, é um miúdo de 11 anos de idade que cresceu na 'Ilha Perdida' ao cuidado do seu avô. Conan é muito forte (fortissimo mesmo), e consegue até segurar o seu próprio peso apenas com os dedos dos pés. Conan está ligado telepaticamente com a Lana. O seu melhor amigo é Jimsy.
Lana
Lana é o primeiro habitante (tirando o seu avô) e a primeira rapariga que o Conan conhece. Lana é a neta do Dr. Lao, e Lepka usá-a para chegar ao Dr. Lao (especialista em Energia Solar). Lana tem o dom de comunicar com as gaivotas, em particular com a 'Tikki', assim como com o seu avô e o Conan.
Monsley
Monsley é a jovem Vice-Diretora do conselho administrativo da Indústria. A sua personagem vai mudando muito ao longo da série acabando por se revelar uma surpresa no final.
Dyce
Dyce é um cidadão da Indústria, membro do ministério da defesa, e comandante do Barracuda (um navio). É o vilão e herói mais cómico de toda a série.
Jimsy
Jimsy é um rapaz selvagem que o Conan conhece na sua viagem, tornando-se o seu melhor amigo. Jimsy é um caçador nato, sempre motivado pelo seu estômago.
Lepka
É o Diretor do conselho administrativo da Indústria com atitudes de ditador. É o vilão da história, tentando a todo o custo conseguir o poder da energia solar, último recurso da humanidade, para conquistar o mundo.
Dr. Lao
O avô da Lana e o único perito sobrevivente em energia solar, tão desejada pelo Lepka. Acredita que o futuro da Indústria será a deposição das armas.
Dongoroth
O marinheiro do Barracuda mais próximo do capitão Dyce e um dos 3 oficias do navio, juntamente com Gucci e Pasco.
Gucci´
O cozinheiro e oficial do Barracuda
Kuzo
O soldado de Indústria mais próximo de Monsley juntamente com o piloto do avião em forma de borboleta de Indústria (Falko), Duuke. Tal como Monsley. Ele (e Duuke) e a maior parte de todos os soldades de Indústria, começam a história como sendo vilões e acabam heróis.
Luke
Habitante de Indústria que ajuda Conan e os seus amigos.
Orlo
Habitante de High Harbor, e também um dos vilões da série. Um jovem rebelde que contém um gangue na ilha onde também se encontra a sua irmã nova, Tera.
Tera
É a irmã mais nova de Orlo, que à semelhança do irmão, também é muito rebelde e egoísta.
Terit
É o vilão menos participativo da série. É um sujeito que procura a todo o custo ser considerado "Cidadão De Segunda Categoria".
Duuke
Um soldado da Indústria, piloto do Falko onde também entram Monsley e Kuzo.

## Episódios
- Ep. 01 - A Ilha Perdida
- Ep. 02 - A Partida
- Ep. 03 - O Primeiro Amigo
- Ep. 04 - O Barracuda
- Ep. 05 - Indústria
- Ep. 06 - A Traição de Dyce
- Ep. 07 - Perseguição
- Ep. 08 - Fuga
- Ep. 09 - O Misterioso Patch
- Ep. 10 - Dr. Lao
- Ep. 11 - Libertação
- Ep. 12 - O Núcleo
- Ep. 13 - High Harbour
- Ep. 14 - Um Dia em High Harbor
- Ep. 15 - Terrenos Baldios
- Ep. 16 - Nossa Casa de Campo
- Ep. 17 - A Batalha
- Ep. 18 - A Lancha Torpedeira
- Ep. 19 - O Grande Tsunami
- Ep. 20 - Regresso a Indústria
- Ep. 21 - Os Habitantes Subterrâneos
- Ep. 22 - Salvamento
- Ep. 23 - A Torre Solar
- Ep. 24 - Giganto
- Ep. 25 - O Fim de Indústria
- Ep. 26 - O Grande Círculo